# Saby Kamalich
Sabina Fantoni Kamalich (Lima, 13 de maio de 1939 - Cidade do México, 13 de setembro de 2017) foi uma atriz peruan-mexicana, com carreira no Peru e no México..

## Biografia
Saby Kamalich nasceu em 1939 em Lima, Peru. Filha de Antonio Fantoni, italiano, e Maria Kamalich, croata, cresceu no distrito de San Miguel. Estudou no Colégio Sagrados Corazones Belén. Ela foi casada com o ator Carlos Tuccio, com quem teve quatro filhos.
Em 1959 estreou no Canal 4 da Rádio América com a série Bar Cristal , primeiro programa de ficção da TV peruana. Posteriormente, seria contratada pela Panamericana Televisión para estrelar várias novelas que a "Gran Cadena Peruana" veiculou em vários canais do continente, até chegar a " Simply María ", realizada pela Panamericana Editora em 1969. Esta novela imediatamente a levou à popularidade em países como Guatemala , El Salvador , Honduras , Nicarágua , Costa Rica , Panamá , Colômbia , Peru , Equador , Bolívia , Chile , Argentina , Paraguai , Uruguai , República Dominicana , Cuba , Venezuela , Porto Rico e México. 
Em busca de melhores oportunidades, em 1971 a atriz emigrou para o México para participar de diversas produções. No cinema mexicano, compartilhou créditos estelares com Antonio Aguilar , Narciso Busquets e Sara García no filme Valente Quintero , rodado em 1972 e lançado em 1973.
Em 1983 voltou ao Peru para atuar em alguns capítulos da série policial peruana Gamboa, na Panamericana Televisión, dirigida pelo cineasta e produtor peruano Luis Llosa Urquidi. Um tempo depois retornou ao México novamente com participações em novelas como La gloria y el infierno, Amor en silencio e La casa al final de la calle.
Em 1990 participou da novela Destino. Em 1991, ela participou da primeira versão de Yo no creo en los hombres , interpretando uma matriarca vingativa e vilã. Ao longo da década, continua trabalhando ativamente em novelas como María José , Family Portrait e Sin ti. 
Em 1997 migrou para a nascente rede TV Azteca e participou de novelas como La casa del naranjo, Amores, quiero con alevosía e La duda, desempenhando papéis principalmente antagônicos. Também participa de novelas da rede Telemundo, como Broken Heart e Mother Moon. Seu último trabalho na televisão foi na novela La otra cara del alma, exibida entre 2012 e 2013.
Faleceu em 13 de setembro de 2017, aos 78 anos.

## Filmografia

### Telenovelas
- La otra cara del alma (2012-2013) .... Josefina Quijano, Vda. de De la Vega
- Mujer comprada (2009-2010) .... Giovanna Lombardi de Díaz-Lozano
- Secretos del alma (2008-2009) .... Victoria Rivas, Vda. de Lascuráin
- Madre Luna (2007-2008) .... Trinidad Zapata, Vda. de Portillo
- Corazón partido (2005-2006) .... Virginia
- Gitanas (2004-2005) .... Victoria Lambert de Domínguez
- La duda (2002-2003) .... Elvira
- Amores... querer con alevosía (2001) .... Cristina
- Tres veces Sofía (1998-1999) .... Adelaida
- La casa del naranjo (1998) .... Sara Olmedo
- Sin ti (1997-1998) .... Dolores Vda. de Luján
- No tengo madre (1997) .... Tina Tomassi
- Retrato de familia (1995-1996) .... Pilar, Vda. de Mariscal
- María José (1995) .... Piedad de Almazán
- Carrusel de las Américas (1992) .... Rosa Huamán
- Yo no creo en los hombres (1991) .... Leonor Ibáñez de la Vega
- Destino (1990) .... Mercedes Villaseñor
- La casa al final de la calle (1989) .... Esperanza Gaytán
- Amor en silencio (1988) .... Andrea Trejo de Ocampo
- El padre Gallo (1986-1987) .... Aurora
- La gloria y el infierno (1986) .... Sara Vallarta
- Principessa (1984-1986) .... Amantina
- Cuando los hijos se van (1983) .... Francisca Mendoza
- El hogar que yo robé (1981) .... Jimena
- Pelusita (1980-1981) .... Beatriz
- Amor prohibido (1979-1980) .... Clara Galván
- Mi hermana la nena (1976-1977) .... Silvia Guzmán / Geny Grimaldi
- Barata de primavera (1975-1976) .... Adriana de la Lama
- Mi rival (1973) .... María Elena
- Rosas para Verónica (1971) .... Verónica
- Simplemente María (1969-1971) .... María Ramos
- El canillita (1969)
- Perdóname (1968)
- Dime la verdad (1968)
- La condenada (1967)
- Locura de amor (1967)
- Santa Rosa de Lima (1967)
- Yaniré (1966)
- Un sueño de amor (1966)
- Se solicita una enfermera (1966)
- El precio del orgullo (1966)
- La voz del corazón (1966)
- Paula (1966)
- Doña Bárbara (1963)
- Cumbres borrascosas (1963)
- Los buitres (1962)
- La colmena (1962)
- Kid Cristal (1960)
- Bar Cristal (1959)

### Cinema
- El embajador y yo (1966)
- Simplemente María  (1972) .... María Ramos
- Valente Quintero (1973), com Antonio Aguilar, Narciso Busquets e Sara García
- Balum Canan (1976)
- Papá por accidente (1981)
- Mariana, Mariana (1987) .... Mãe de Carlitos
- La otra mujer, com Mauricio Garcés, 1971
- Adiós, amor, com Julio Alemán. 1971
- Las 3 perfectas casadas, com Mauricio Garcés, 1973